# Namhkok
Namhkok o Namkhok (en birmà Nankok) és un estat dels Estats Shan dins l'estat Shan de Myanmar. Té uns 170 km². La capital és Namhkok (353 habitants el 1901) a la vall de Nam Pawn, a uns 20 km al sud de Hopong. Hi ha a l'estat el puig de Loi Seng de més de 2450 metres. La població el 1901 era de 6.687 habitants distribuïts en 78 pobles. La població està formada per shans i taungthus. El principat va participar en la Confederació d'estats Shans contra els britànics del 1886, i el 1887 va quedar sotmès al protectorat. El príncep fou reconegut sawpaw. El 1959 va abdicar com la resta de prínceps shan.